# District Jagodninski
Het district Jagodninski (Russisch: Ягоднинский район; Jagodninski rajon) is een gemeentelijk district in het noorden van de Russische oblast Magadan. Het bestuurlijk centrum is de plaats Jagodnoje, dat op ongeveer 528 kilometer van Magadan ligt. De bevolking daalde in de jaren na de val van de Sovjet-Unie met 68,3%; van 50.174 personen in 1989 naar 15.833 personen in 2002.

## Geografie
Het district grenst in het oosten aan het district Srednekanski, in het zuiden aan het district Chasynski, in het westen aan het district Tenkinski en in het noordwesten aan het district Soesoemanski.
De belangrijkste rivieren die door het district stromen zijn de Kolyma, Debin, Orotoekan, Taskan en de Bochaptsja.

## Geschiedenis
De ontwikkeling van het gebied liep samen met de ontwikkeling van de mijnbouw door de Dalstroj, waarbij van de jaren 30 tot de jaren 50 gebruik werd gemaakt van dwangarbeid (Goelag). In 1936 kreeg Jagodnoje een wegverbinding met Magadan. In 1935 en 1936 werden de sovchozen Elkin en Krasny Bogatyr gesticht bij Taskan en werd een energiebedrijf gebouwd bij het plaatsje Oest-Taskan. In 1942 werd een staalfabriek geopend in Orotoekan. Vanaf 1956 werden baggerschepen ingezet op de rivieren de Boerchala en Debin voor de winning van goud. Van de 5 "drijvende goudfabrieken" gingen er halverwege de jaren 90 4 failliet. In 1919 werd een waterkrachtcentrale in het district gebouwd, de eerste van het noordoosten van het Russische Verre Oosten.

## Economie
Het district is vooral gericht op de mijnbouw (goud) en heeft een tweetal waterkrachtcentrales. Daarnaast wordt er enige landbouw gepleegd. De mijnbouw kreeg een zware klap tijdens de economische hervormingen van de jaren 90. De grote staatsbedrijven gingen failliet en ook nieuwe mijnbouwbedrijven (dochterbedrijven) hielden het niet lang vol. Aan het begin van de 21e eeuw stabiliseerde de situatie zich enigszins. Het grootste deel (80 tot 90%) is in handen van private bedrijven er wordt gewonnen door dagbouw. Het goud is moeilijker te winnen dan voorheen en door de privatiseringen zijn veel mensen werkloos geworden en weggetrokken.

## Plaatsen
Overige plaatsen zonder OKATO-nummer, maar wel met een postcode zijn Gorny, Im Gorskogo, Kalinin, Larjoekovaja, Mylga, Odinokski, Polevoj, Proletarski, Pjatiletka, Retsjnaja, Rybny, Senokosny, Stan Oetiny en Toemanny. Veel van deze plaatsen zijn ofwel erg klein, of bestaan niet meer.
Bestuurlijk centrum:Magadan

Soesoeman

Districten: Chasynski · Jagodninski · Olski · Omsoektsjanski · Severo-Evenski · Soesoemanski · Srednekanski · Tenkinski